# Gwyn Staley 400 1972
Gwyn Staley 400 1972 var ett stockcarlopp ingående i Nascar Winston Cup Series (nuvarande Nascar Cup Series) som kördes 23 april 1972 på den 0,625 mile (1,005 km) långa ovalbanan North Wilkesboro Speedway i North Wilkesboro, North Carolina. Totalt avverkades 250 miles (402,336 km) fördelat på 400 varv. Banunderlaget var asfalt. Loppet vanns av Richard Petty i en Plymouth på tiden 2:53.19 körande för Petty Enterprises. Pettys snitthastighet var 86,381 mph. Det var Pettys 143:e vinst av totalt 200 i karriären. Prispotten uppgick till 33 000 dollar, varvid 6 600 dollar gick till segraren. 
Loppet är uppkallat efter stockcarföraren Gwyn Staley som förolyckades på Atlantic Rural Fairgrounds (nuvarande Richmond Raceway) 23 mars 1958 i ett lopp ingående i Nascar Convertible Division.

## Resultat
| Plc     | Nr | Förare            | Team/ bilägare           | Konstruktör | Start | Varv | Ledda varv |
| ------- | -- | ----------------- | ------------------------ | ----------- | ----- | ---- | ---------- |
| 1       | 43 | Richard Petty     | Petty Enterprises        | Plymouth    | 3     | 400  | 84         |
| 2       | 12 | Bobby Allison     | Howard & Egerton Racing  | Chevrolet   | 2     | 400  | 79         |
| 3       | 71 | Bobby Isaac       | K&K Insurance Racing     | Dodge       | 1     | 400  | 237        |
| 4       | 48 | James Hylton      | Hylton Engineering       | Ford        | 10    | 392  | 0          |
| 5       | 72 | Benny Parsons     | DeWitt Racing            | Mercury     | 5     | 392  | 0          |
| 6       | 45 | LeeRoy Yarbrough  | Seifert Racing           | Ford        | 17    | 390  | 0          |
| 7       | 2  | Dave Marcis       | Marcis Auto Racing       | Dodge       | 6     | 390  | 0          |
| 8       | 92 | Larry Smith       | Harley Smith             | Ford        | 11    | 384  | 0          |
| 9       | 30 | Walter Ballard    | Ballard Racing           | Mercury     | 19    | 382  | 0          |
| 10      | 4  | John Sears        | Sears Racing             | Plymouth    | 23    | 381  | 0          |
| 11      | 51 | Dub Simpson       | Strong Racing            | Chevrolet   | 22    | 372  | 0          |
| 12      | 47 | Raymond Williams  | Williams Racing          | Ford        | 13    | 365  | 0          |
| 13      | 06 | Neil Castles      | Neil Castles             | Dodge       | 8     | 365  | 0          |
| 14      | 91 | Richard D. Brown  | Acton Racing             | Chevrolet   | 14    | 364  | 0          |
| 15      | 7  | Dean Dalton       | Dalton Racing            | Mercury     | 30    | 259  | 0          |
| 16      | 77 | Charlie Roberts   | Roberts Racing           | Ford        | 29    | 357  | 0          |
| 17      | 19 | Henley Gray       | Gray Racing              | Ford        | 27    | 354  | 0          |
| 18      | 24 | Cecil Gordon      | Gordon Racing            | Mercury     | 4     | 354  | 0          |
| 19      | 76 | Ben Arnold        | Arnold Racing            | Ford        | 24    | 352  | 0          |
| 20      | 79 | Frank Warren      | Warren Racing            | Plymouth    | 21    | 347  | 0          |
| 21      | 93 | Buck Baker        | Harold Furr              | Chevrolet   | 12    | 332  | 0          |
| 22      | 8  | Ed Negre          | Negre Racing             | Dodge       | 20    | 283  | 0          |
| 23      | 10 | Bill Champion     | Champion Racing          | Ford        | 15    | 256  | 0          |
| 24      | 64 | Elmo Langley      | Langley-Woodfield Racing | Ford        | 18    | 125  | 0          |
| 25      | 70 | J.D. McDuffie     | McDuffie Racing          | Chevrolet   | 28    | 121  | 0          |
| 26      | 31 | Jim Vandiver      | Vandier Racing           | Dodge       | 7     | 111  | 0          |
| 27      | 96 | Richard Childress | Richard Childress Racing | Chevrolet   | 26    | 93   | 0          |
| 28      | 25 | Jabe Thomas       | Robertson Racing         | Plymouth    | 9     | 71   | 0          |
| 29      | 13 | Eddie Yarboro     | Eddie Yarboro            | Plymouth    | 25    | 42   | 0          |
| 30      | 23 | Bill Dennis       | Robertson Racing         | Plymouth    | 16    | 14   | 0          |
| Källor: |    |                   |                          |             |       |      |            |